# Aknystos
Aknystos è una città del distretto di Anykščiai della contea di Utena, nel nord-est della Lituania. Secondo un censimento del 2011, la popolazione ammonta a 238 abitanti. L’insediamento è molto vicino al fiume Aknysta (che trae il nome dal comune lettone che attraversa, Aknīste).
È poco distante da Debeikiai e Leliūnai.

## Storia
Aknystos viene menzionato per la prima volta in atti ufficiali nel 1538, quando Sigismondo II Augusto concesse la proprietà del luogo al signorotto di Smolensk J. Kopčas. Nel 1807 R. Jelenskis, che ereditò la tenuta, avviò la costruzione un parco vicino alla neo-eretta tenuta e fattorie volte a massimizzare la produzione di raccolti. Parte degli edifici è ancora ad oggi inglobata nel palazzo. Il parco, definitivamente aperto nel 1809, aveva le caratteristiche di un giardino all'inglese e all'italiana: a ciò, si affiancava la presenza di affascinanti viali alberati lateralmente accompagnati da piante esotiche. Esiste un istituto psiconeurologico.

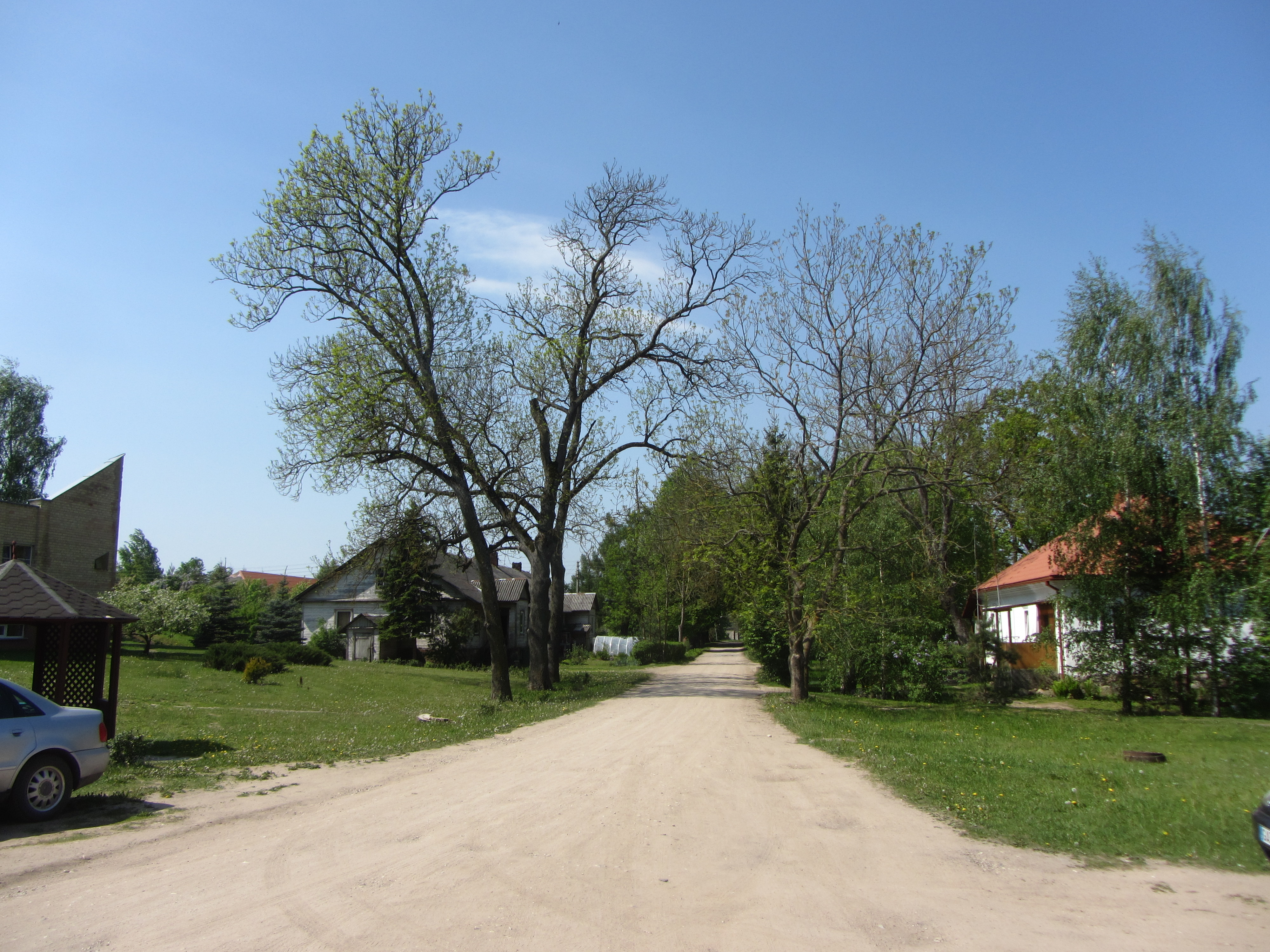
Viale cittadino